# Veridicità delle affermazioni di Donald Trump
Donald Trump è noto per aver fatto molte dichiarazioni false e erronee, esperti di fact checking hanno descritto questo fenomeno come "senza precedenti" nella politica americana, al punto che la consistenza nella diffusione di falsità è diventata un tratto distintivo della sua identità politica. I fact checker del Washington Post hanno contato, fino a gennaio 2021, ben 30.573 dichiarazioni false o fuorvianti dall'inizio della sua presidenza.

## Campagna presidenziale del 2016
Trump ha promosso numerose teorie del complotto senza nessun fondamento, tra queste la teoria riguardo alla cittadinanza dell'allora presidente Barack Obama. Secondo i sostenitori di questa teoria, non supportata da alcuna prova, Barack Obama non sarebbe nato negli Stati Uniti e quindi sarebbe stato ineleggibile come presidente. Questa insinuazione ottenne molta popolarità all'epoca, tanto che il movimento formato dai suoi fautori, soprannominato "birther movement", spinse la Casa Bianca a mostrare il certificato di nascita di Obama. Trump si mostrerà inizialmente scettico riguardo all'autenticità del certificato, per poi successivamente cambiare idea ammettendo che Obama fosse effettivamente nato nello Stato americano delle Hawaii e aggiungendo falsamente che la teoria del complotto era stata inventata da Hillary Clinton.
Nel 2016 Trump dichiarò, senza fornire prove, che il padre di Ted Cruz era coinvolto nell'assassinio di John Fitzgerald Kennedy.
Durante la campagna Trump disse che suo padre Fred Trump gli aveva concesso "un piccolo prestito di un milione di dollari", che aveva utilizzato per costruire "una società che vale più di 10 miliardi di dollari". Nell'ottobre 2018 un'inchiesta del New York Times concluse che Donald aveva ricevuto da suo padre Fred 413 milioni di dollari (adeguati all'inflazione), di cui 60 milioni (140 milioni adeguati all'inflazione del 2018) in prestiti per larga parte mai restituiti.
Durante i suoi comizi Trump ha ripetuto più volte che avrebbe costruito un muro lungo il confine con il Messico e che sarebbe stato quest'ultimo a pagarlo. Il Presidente del Messico Enrique Peña Nieto affermò che il suo paese non aveva pagato né pagherà in futuro per la costruzione del muro. Trump continuerà negli anni successivi a promettere che il Messico avrebbe finanziato il muro. Nel febbraio 2020 alla Conservative Political Action Conference (la conferenza annuale dei conservatori americani) Trump ha ribadito nuovamente che il Messico avrebbe pagato per il muro e che sarebbe stato addirittura migliore di quello inizialmente progettato.

## Economia
Nell'ottobre 2017 Trump dichiarò che avrebbe azzerato il debito pubblico americano in un periodo di otto anni, che in quel momento ammontava a circa 19.000 miliardi di dollari. Tuttavia nel 2018 il debito pubblico aumentò di 800 miliardi di dollari, circa il 60% in più di quanto stimato dall'Ufficio di bilancio del Congresso. La previsione dell'Ufficio di bilancio del Congresso del gennaio 2019 per il periodo 2018-2027 stima una crescita del debito pubblico del 40% più alta rispetto a quando Trump si è insediato alla Casa Bianca, ovvero una crescita di 13.000 miliardi di dollari invece dei 9.400 miliardi precedentemente attesi.
Trump si è vantato in numerose occasioni di aver giovato all'economia con le sue politiche favorendo nuovi investimenti e creando posti di lavoro, prendendosi il merito di avvenimenti che in realtà sono successi o iniziati durante la presidenza Obama. Tra questi troviamo ad esempio la costruzione di un nuovo stabilimento della Ford in Michigan avvenuto nel 2015, il potenziamento degli stabilimenti ExxonMobil nel Golfo del Messico cominciato già dal 2013, la massiccia campagna di assunzioni della compagnia di telecomunicazioni Charter Communications Inc. cominciata nel 2016 o la costruzione di una fabbrica di semiconduttori Intel in Arizona già approvata nel 2011.
Trump ha più volte dichiarato che la Cina, o gli esportatori cinesi, si erano caricati del peso causato dai dazi imposti sui beni importati dalla Cina e che i consumatori americani non avessero nulla da temere. Alcuni studi hanno dimostrato come siano stati invece i consumatori americani a essere penalizzati dalla "guerra dei dazi", che di fatto si era trasformata in una regressività tributaria. Ad esempio, l'Ufficio di bilancio del Congresso nel gennaio 2020 riporta che: "Si prevede che i dazi riducano il PIL reale [degli USA] di circa lo 0,5% e aumentino i prezzi al consumo dello 0,5% nel 2020. Di conseguenza, si prevede che i dazi riducano il reddito reale delle famiglie di 1.277 dollari (in dollari del 2019) nel 2020". Trump aveva affermato che i dazi avrebbero ridotto il deficit nella bilancia commerciale americana, cosa che non è mai avvenuta, tanto che nel 2018 il deficit ha toccato il valore record, nella storia degli Stati Uniti, di 891,2 miliardi di dollari.
La tabella seguente illustra alcune delle principali variabili economiche degli ultimi tre anni dell'amministrazione Obama (2014-2016) e dei primi tre di quella Trump (2017-2019). Trump ha sempre dichiarato di aver migliorato nettamente l'economia rispetto a prima che diventasse presidente, anche se i dati non mostrano un tale avanzamento, soprattutto considerando che la presidenza Obama si è trovata ad affrontare le ripercussioni dalla crisi finanziaria del 2007.
| Variabili                                                      | 2014   | 2015   | 2016   | 2017   | 2018   | 2019   |
| -------------------------------------------------------------- | ------ | ------ | ------ | ------ | ------ | ------ |
| Presidenza                                                     | Obama  | Obama  | Obama  | Trump  | Trump  | Trump  |
| Crescita del PIL reale                                         | 2,5%   | 3,1%   | 1,7%   | 2,3%   | 3,0%   | 2,2%   |
| Media dei nuovi posti di lavoro creati mensilmente (x1000)     | 250    | 227    | 195    | 176    | 193    | 178    |
| Tasso di disoccupazione (dicembre)                             | 5,6%   | 5,0%   | 4,7%   | 4,1%   | 3,9%   | 3,5%   |
| Tasso di inflazione                                            | 1,6%   | 0,1%   | 1,3%   | 2,1%   | 2,4%   | 1,8%   |
| Reddito reale mediano delle famiglie in $                      | 56.969 | 59.901 | 61.770 | 62.626 | 63.179 | 68.703 |
| Crescita salario reale                                         | 0,4%   | 2,2%   | 1,3%   | 0,4%   | 0,6%   | 1,3%   |
| Media dei tassi di interesse sui mutui a tasso fisso a 30 anni | 4,2%   | 3,9%   | 3,7%   | 4,0%   | 4,5%   | 3,9%   |
| Incremento annuale del mercato azionario (SP 500)              | 11,4%  | 0,7%   | 9,5%   | 19,4%  | 6,2%   | 28,9%  |
| Deficit pubblico rapportato al PIL                             | 2,8%   | 2,4%   | 3,2%   | 3,5%   | 3,9%   | 4,6%   |
| Persone senza assicurazione sanitaria (milioni)                | 35,7   | 28,4   | 28,2   | 28,9   | 30,1   | 30,4   |
| Deficit della bilancia commerciale in rapporto al PIL          | 2,8%   | 2,7%   | 2,7%   | 2,8%   | 3,0%   | 2,9%   |

## Uragano Dorian
Il 1º settembre 2019, quando l'uragano Dorian si trovava nelle vicinanze della costa atlantica statunitense, Trump fece un tweet scrivendo che l'Alabama, rispetto agli altri stati, "molto probabilmente verrà colpita molto più duramente di quanto anticipato". All'epoca nessuna previsione meteorologica prevedeva che Dorian avrebbe colpito l'Alabama e il monitoraggio del National Hurricane Center mostrava come l'uragano si stesse spostando lungo la costa atlantica e non verso l'entroterra. L'ufficio del National Weather Service (NWS) di Birmingham, Alabama rispose 20 minuti dopo, smentendo quanto detto da Trump con un tweet in cui chiariva che l'Alabama "NON vedrà alcun impatto con Dorian".
Il 4 settembre, nello studio ovale, Trump mostrò una versione modificata del grafico del 29 agosto, diffuso dal National Hurricane Center, della traiettoria prevista dell'uragano Dorian. La modifica era stata fatta a mano e consisteva in un'estensione del cono di incertezza della traiettoria dell'uragano verso l'Alabama. Modificare le previsioni meteo governative ufficiali è un reato negli Stati Uniti. Un funzionario della Casa Bianca in seguito rivelò che era stato proprio Trump ad alterare il grafico con un pennarello nero.
Il 6 settembre, secondo le direttive di Trump, il Capo di gabinetto della Casa Bianca Mick Mulvaney disse al segretario al Commercio Wilbur Ross di ordinare al direttore del NOAA Neil Jacobs di risolvere il contrasto con l'ufficio del NWS di Birmingham, Ross minacciò di licenziare numerosi funzionari della NOAA nel caso Jacobs si fosse rifiutato di eseguire l'ordine. La NOAA quindi pubblicò un tweet con un comunicato da parte di un portavoce anonimo dove rinnegava il tweet del NWS di Birmingham affermando che "le informazioni fornite dal NOAA e dal National Hurricane Center al Presidente Trump e al grande pubblico dimostravano che i venti tropicali dell'uragano Dorian potevano colpire l'Alabama", aggiungendo che il tweet di Birmingham "parlava in termini assoluti che erano incoerenti con le migliori previsioni disponibili al tempo". Il presidente dell'organizzazione dei dipendenti del NWS rispose che "gli operosi impiegati del NWS non avevano niente a che fare con il terribilmente disgustoso e falso tweet inviato dal management della NOAA questa sera". Anche alcuni ex dirigenti del NOAA criticarono aspramente il comunicato. La stessa sera Trump pubblicò un tweet contenente un video delle previsioni meteo della CNN sull'uragano, risalente al mercoledì precedente al suo tweet di domenica in cui affermava che Dorian avrebbe raggiunto l'Alabama, il video era modificato in modo da far ripetere la parola "Alabama" numerose volte per poi concludersi con il logo della CNN che prende fuoco.

## COVID-19
Trump ha rilasciato varie dichiarazioni false, fuorvianti o imprecise relative alla pandemia da COVID-19, come ad esempio:
"... ce l'abbiamo sotto controllo, andrà tutto bene." (22 gennaio 2020)
"Sembra che entro aprile, sapete, in teoria, quando fa un po' più caldo, se ne va miracolosamente." (10 febbraio 2020)
"Il Coronavirus è molto sotto controllo negli USA" (24 febbraio 2020)
"Scomparirà, un giorno − è come un miracolo − scomparirà." (27 febbraio 2020)
"L'amministrazione Obama ha preso una decisione sui test che si è rivelata molto dannosa per ciò che stiamo facendo. E abbiamo annullato questa decisione pochi giorni fa in modo che i test possano svolgersi in modo molto più accurato e rapido. Questa è stata una decisione con cui non eravamo d'accordo." (4 marzo 2020) Non è mai stato chiarito a quale decisione presa dall'amministrazione Obama si riferisse Trump, né risulta sia stata revocato alcun procedimento in quel periodo.
"...ho sentito che i numeri stanno migliorando molto in Italia." (6 marzo 2020)
Durante un'intervista rilasciata il 4 marzo 2020, a Fox News, Trump ha contraddetto la stima dell'Organizzazione Mondiale della Sanità riguardo al tasso di mortalità globale del SARS-CoV-2 del 3,4%, dicendo: "Beh, credo che il 3,4% è un numero falso − e questa è solo la mia impressione − ma sulla base di molte conversazioni con molte persone che lo fanno, perché molte persone lo avranno ed è molto lieve, miglioreranno molto rapidamente. Non devono nemmeno farsi vedere da un medico. Non devono nemmeno telefonare a un medico. Non si sente mai parlare di queste persone." Per poi continuare dicendo: "...la vera cifra è molto sotto l'1%." Durante l'intervista ha ipotizzato che "migliaia o centinaia di migliaia" di persone potrebbero essere guarite "da, sai, sedersi e addirittura andando al lavoro − alcuni di loro vanno al lavoro ma si sentono meglio."
Il 17 marzo 2020 ha poi dichiarato: "Ho sentito che era una pandemia molto prima che fosse chiamata pandemia."
Trump ha tentato di dipingere la risposta federale alla pandemia in una luce eccessivamente positiva, come affermare che gli ospedali "anche nelle zone veramente calde" fossero "entusiasti" del livello delle forniture mediche, quando in realtà gli ospedali in tutto il paese erano preoccupati a causa della carenza di farmaci, equipaggiamento per la protezione individuale e ventilatori.
Il 16 aprile Trump disse: "I nostri esperti dicono che la curva si è appiattita, e il picco dei nuovi casi è dietro di noi." Poi ha aggiunto: "A livello nazionale, più di 850 contee, o quasi il 30% del nostro paese, hanno riportato nessun nuovo caso negli ultimi sette giorni." Questa affermazione è stata definita fuorviante perché, in primo luogo, circa meta delle 850 contee non avevano mai avuto casi di COVID-19, inoltre, sempre in quel 30% di territorio citato vive appena il 6% della popolazione americana, mentre nelle contee dove vive il restante 94% della popolazione si erano registrati nuovi casi.
Il 29 aprile, durante un dibattito sulla sua risposta alla pandemia, Trump ha falsamente detto che, verso fine febbraio, il Dr. Anthony Fauci aveva assicurato che l'epidemia americana da coronavirus non fosse un problema e che si sarebbe placata. Contrariamente a questa dichiarazione, Fauci, in un'intervista del 29 febbraio, aveva affermato: " Attualmente il rischio è ancora basso, ma potrebbe cambiare... dovete stare attenti perché sebbene il rischia sia basso al momento... quando cominceremo a vedere l'inizio della diffusione nella comunità, questo potrebbe cambiare e costringerti a essere molto più attento nel fare cose che ti proteggano dalla diffusione... questa potrebbe essere una grande epidemia". Sempre lo stesso giorno Fauci ha rimarcato durante una conferenza stampa: "Vogliamo sottolineare che si tratta di una situazione in evoluzione".
Il 19 maggio Trump ha dichiarato in un tweet che l'OMS aveva costantemente ignorato resoconti riguardo alla diffusione del virus a Wuhan nel dicembre 2019, inclusi rapporti della rivista scientifica The Lancet. The Lancet ha respinto le affermazioni di Trump, comunicando "The Lancet non ha pubblicato rapporti nel dicembre 2019 riferiti a un virus o un'epidemia a Wuhan o in qualsiasi altra parte della Cina. I primi rapporti pubblicati dalla rivista risalgono al 24 gennaio 2020."
Il 20 giugno, durante una manifestazione a Tulsa, Trump ha suggerito di ridurre il numero dei test, sostenendo che "quando esegui test in tal misura, troverai più persone, troverai più casi, quindi ho detto alle mie persone 'rallentate i test, per favore.'" In seguito alcuni funzionari della Casa Bianca hanno comunicato che queste dichiarazioni erano in realtà delle battute. Durante un'intervista, Trump ha affermato che, anche se non ha mai dato ordini di rallentare i test, se gli Stati Uniti rallentassero i test, sembrerebbe che la situazione stia andando meglio.
Il 4 luglio Trump ha erroneamente detto che il 99% dei casi di COVID-19 sono "totalmente innocui." L'OMS calcola invece che il 15% dei casi diventano gravi e il 5% diventano critici.
Il 5 agosto Trump sostenne che i bambini dovessero tornare a scuola facendo lezioni in presenza, disse: "Se guardate i bambini, i bambini sono quasi, direi quasi sicuramente, ma quasi immuni da questa malattia. Così pochi. Difficile da credere. Non so come vi sentite al riguardo, ma hanno un sistema immunitario in qualche modo molto più forte del nostro per questa cosa. Non hanno problemi." Aggiungendo poi: "Il fatto è che sono virtualmente immuni da questo problema." Secondo lo U.S. Centers for Disease Control and Prevention i bambini ammontano al 7,3% dei casi di COVID-19. In base a uno studio di Science Magazine i bambini al di sotto dei 14 anni hanno circa metà delle probabilità di infettarsi rispetto a un adulto, ma non sono sicuramente immuni.

## Politica di separazione delle famiglie
Le politiche di immigrazione dell'amministrazione Trump prevedevano che le famiglie di immigrati irregolari venissero separate prima di essere rinchiuse. Questa pratica molto controversa riguardava minori di tutte le età, inclusi i neonati, i quali venivano separati dai genitori o tutori per essere rinchiusi in celle separate, spesso in condizioni pessime.
Il Presidente Trump ha ripetutamente dichiarato di aver ereditato la politica di separazione delle famiglie dall'amministrazione Obama. Nel novembre 2018 Trump disse: "Il Presidente Obama separava i bambini dalle famiglie, quello che ho fatto è solo prendere la stessa legge, e poi l'ho ammorbidita". Nel giugno 2019 Trump disse: "Il Presidente Obama aveva una politica per la separazione. Io non l'avevo. Ce l'aveva lui. Io ho riunito le famiglie. Io ho ereditato la separazione, e ho cambiato il piano". Queste dichiarazioni sono false dato che l'amministrazione Obama non ha mai avuto politiche di separazione sistematica delle famiglie, che furono introdotte nel corso della presidenza Trump. Esperti di leggi sull'immigrazione americana, menzionati da PolitiFact, hanno spiegato che, durante la presidenza Obama, le famiglie di irregolari che dovevano essere prese in custodia venivano detenute e rilasciate nello stesso momento, senza essere separate.